# 奥伯海德
奥伯海德是德国莱茵兰-普法尔茨州的一个市镇。总面积1.92平方公里，总人口396人，其中男性195人，女性201人（2011年12月31日），人口密度206人/平方公里。